# Mare Winningham
Mare Winningham (polno ime Mary Megan Winningham), ameriška filmska in televizijska igralka, pevka in skladateljica *16. maj 1959, Phoenix, Arizona, Združene države Amerike.
Mare Winningham je ameriška igralka, ki je bila osemkrat nominirana za emmyja. Osvojila ga je dvakrat, in sicer za najboljšo igralko v stranski vlogi v miniseriji ali filmu za Amber Waves leta 1980 in za George Wallace leta 1998. Leta 1995 je bila tudi nominirana za oskarja za najboljšo igralko v stranski vlogi za vlogo v filmu Georgia.
Druge filmske in televizijske vloge vključujejo St. Elmo's Fire (1985), Miracle Mile (1988), Turner & Hooch (1989), The War (1994), Dandelion (2004), Swing Vote (2008), Brothers (2009), Mildred Pierce (2011), Hatfields & McCoys (2012) in štiri sezone American Horror Story: Coven (2013), Freak Show (2014), Hotel (2015-16) in Cult (2017). Na odru v New Yorku se je prvič predstavila leta 2007 v nebroadwayskem muzikalu 10 Million Miles, kjer si je prislužila nominacijo za nagrado Drama Desk Award. Debi na Broadwayu je doživela leta 2013 v adaptaciji igre Picnic. Leta 2014 je bila nominirana za tonyja za vlogo v predstavi Casa Valentina na Broadwayu.

## Zgodnje življenje
Mare Winningham se je rodila 16. maja 1959 v Phoenixu v Arizoni materi Marilyn Jean (rojeni Maloney) in očetu Samu Nealu Winninghamu. Odraščala je v Northridgu v Kaliforniji. Ima tri brate in eno sestro. Njen oče je bil predsednik oddelka za športno vzgojo na Kalifornijski državni univerzi, mama pa učiteljica angleščine na srednji šoli Monroe. Igralski poklic jo je začel zanimati pri petih ali šestih letih, ko si je na televiziji Art Linkletter ogledala oddajo House Party, v kateri so imeli intervju s Kim Karath, ki je igrala Gretl v filmu Moje pesmi, moje sanje.
Winninghamova je obiskovala osnovno šolo Andasol Ave, kjer sta bili njeni najljubši dejavnosti igra in igranje kitare ter bobnov. Nadalje je obiskovala srednjo šolo Patrick Henry Junior, med poletnimi počitnicami pa se je še bolj poglobila v igro med obiskovanjem delavnic CSUN's Teengae Drama Workshop. V tem času so ji nadeli vzdevek Mare. Mama ji je uredila nadaljevanje šolanja na srednji šoli Chatsworth. V 12. razredu je zaigrala v produkciji igre Moje pesmi, moje sanje v vlogi Marie. Glavno vlogo kapitana von Trappa je ob njej zaigral njen sošolec Kevin Spacey. Leta 1977 je maturirala in s tem uspešno zaključila šolo.

## Kariera

### Igra
Winninghamova je svojo kariero pričela kot pevka in skladateljica. V letih 1976 in 1977 se je predstavila v šovu The Gong Show, kjer je dobila nekaj pozornosti z izvedbo skladbe Here, There and Everywhere skupine The Beatles. Čeprav se ji s tem niso odprla vrata v glasbeno industrijo, pa jo je opazil hollywoodski agent Meyer Mishkin, s katerim je podpisala pogodbo, prejela licenco Screen Actor's Guild in epizodi serije James at 15. Tega leta je dobila ponudbo za vlogo v Young Pioneers in Young Pioneers Christmas, nekakšnih predzgodbah za serijo Young Pioneers iz leta 1978. Serija se je končala že po treh epizodah, vendar je kljub temu prejela nove vloge v televizijskih projektih. Leta 1978 je nastopila v Police Woman, leto pozneje pa v Starsky and Hutch. Tega leta je odigrala tudi vlogo najstnice Jenny Flowers v televizijskem filmu The Death of Ocean View Park.
Leta 1980 je odigrala mlado prostitutko v filmu Off the Minnesota Strip. Nato je osvojila emmyja za najboljšo igralko v stranski vlogi v miniseriji ali televizijskem filmu za svojo vlogo v Amber Waves, kjer je glavno vlogo kmeta, ki ugotovi, da umira zaradi raka, igral Dennis Weaver. Tega leta je prvič nastopila v celovečernem filmu One Trick Pony, kjer je glavno vlogo odigral Paul Simon. Leta 1983 je bila nominirana za nagrado Canadian Genie Award za vlogo v futuristični drami Threshold iz leta 1981. Istega leta je odigrala Justine O'Neill v miniseriji Pesem ptic trnovk. Leta 1984 je nastopila kot Helen Keller v Helen Keller: The Miracle Continues.
Winninghamova je postala prepoznavnejša z vlogo v filmu St. Elmo's Fire iz leta 1985, kjer je zaigrala skupaj s preostalimi prvotnimi člani alumni kluba Brat pack. Kljub uspehu filma pa ji ni uspel vidnejši preboj, zato se je vrnila na televizijo z vlogo v Love Is Never Silent na programu Hallmark Hall of Fame, ki ji je prinesla nominacijo za emmyja. Druga bolje znana in dobro sprejeta vloga je bila mlada mater brezdomka v televizijskem filmu God Bless the Child. Osemdeseta leta je zaključila z dvema hollywoodskima filmoma, in sicer Miracle Mile (1988), dramo o jedrski katastrofi, za katero je bila leta 1989 nominirana za nagrado Independent Spirit Award, in Turner & Hooch iz leta 1989, kjer se je pridružila Tomu Hanksu. Leta 1988 je na odru v Los Angelesu nastopila v igri Hurlyburly ob Seanu Pennu in Dannyju Aielooju.
Leta 1994 je nastopila v filmih Wyatt Earp in The War ob Kevinu Costnerju. Naslednje leto je igrala v filmu Georgia, premišljeni študiji o dveh sestrah, ki sta ju upodobili Mare Winningham in Jennifer Jason Leigh. Za to vlogo si je prislužila nominaciji za nagradi Screen Actors Guild in oskarja. Leta 1997 je skupaj z Garyjem Siniseom nastopila v George Wallace, kar ji je prineslo nominacijo za zlati globus in osvojenega emmyja.
Igrala je v serijah ER in Law & Order: Special Victims Unit, nastopila pa je tudi v televizijskem projektu Sally Hemmings ob Samu Neillu in v kratkotrajni seriji Davida Edwarda Kelleyja The Brotherhood of Poland, New Hampshire. Leta 2001 je skupaj s Felicity Huffman zaigrala v televizijskem filmu Snap Decision. Pojavila se je tudi v neodvisnem filmu Dandelion, ki so ga v letih 2003 in 2004 predvajali na filmskih festivalih po vsem svetu, v ZDA pa je doživel omejeno izdajo oktobra 2005.
Leta 2006 je začela nastopati v vlogi Susan Grey v ABC-jevi nanizanki Talenti v belem, kjer je bila mačeha enega izmed glavnih likov, dr. Meredith Gray. Njen lik je umrl maja 2007. Leta 2006 je tudi posodila glas v zvočni verziji Lisey's Story avtorja Stephena Kinga, naslednje leto pa še v Skylight Confessions avtorice Alice Hoffman. Leta 2010 se je ponovno pojavila v vlogi mačehe glavnega lika, in sicer kot Celeste Cooper, ki je bila mačeha Lilly Rush v seriji Pod lupo pravice. Leta 2011 se je pojavila v četrti epizodi serije Torchwood: Miracle Day kot Ellis Hartley Monroe. Igrala je tudi v miniserijah Mildred Pierce in Hatfields & McCoys, za kar si je prislužila še dve nominaciji za emmyja. Leta 2012 je zaigrala v nebroadwayski produkciji igre Tribes, ki jo je ustvarila Nina Raine. Predstavila se je v vlogi Beth, matere v intelektualni, vendar disfunkcionalni britanski družini.

### Glasba
Ob filmski karieri si je Winninghamova ustvarila tudi glasbeno kariero. Nekatere vloge v filmih so ji služile kot način predstavitve njenega petja. Tako je v filmu One Trick Pony zapela nekaj taktov pesmi Me and Bobby McGee. Leta 1981 je v televizijskem filmu Freedom igrala najstnico, ki zbeži od doma in si prizadeva postati pevka. Odpela je šest pesmi, ki jih je napisala Janis Ian. V filmu Teresa's Tattoo se je pojavila kot pevka v baru, tri pesmi pa je odpela tudi v filmu Georgia.
Mare Winningham je posnela štiri albume. Prvi, What Might Be iz leta 1992, je bil izdan pri založbi Bay Cities. Leta 1998 je sledil Lonesomers, ki ga je sproducirala Carla Olson iz založbe Razor and Tie. Kot tretji je leta 2007 izšel Refuge Rock Sublime, in sicer pri založbi Craig & Co. Lonesomers je folk album, ki se ukvarja z vprašanji zvez. Refuge Rock Sublime je album, ki je mešanica country, folk in judovske glasbe, ki se večinoma ukvarja z njeno nedavno spreobrnitvijo v judovsko vero. Album vključuje skladbe What Would David Do, A Convert Jig in izraelska himna Hatikva. Leta 2014 je na digitalnih prodajnih mestih v samozaložbi izdala še album What's Left Behind.

## Zasebno življenje
Winninghamova je bila vzgojena v rimokatoliški veri. Novembra 2001 se je na povabilo prijateljice začela udeleževati predavanj rabija Neala Weinberga na Ameriški judovski univerzi v Los Angelesu. 3. marca 2003 je uradno prestopila v judovstvo. Poročena je bila trikrat: Z A. Martinezom se je poročila in ločila leta 1981, z Williamom Mapelom je bila poročena od 1981 do 1996, z Jasonom Trucco pa med letoma 2008 in 2012. Ima pet otrok.

## Diskografija
- 1992: What Might Be
- 1998: Lonesomers
- 2007: Refuge Rock Sublime
- 2014: What's Left Behind